# Neufvillage
Neufvillage település Franciaországban, Moselle megyében. Lakosainak száma 48 fő (2022. január 1.). Neufvillage Francaltroff, Vahl-lès-Bénestroff és Virming községekkel határos.

## Népesség
A település népességének változása:
| Lakosok száma | 69   | 44   | 43   | 40   | 39   | 38   | 36   | 36   | 40   | 48   |
|               | 1968 | 1982 | 1990 | 2006 | 2013 | 2015 | 2017 | 2019 | 2020 | 2022 |